# MTV Unplugged (Pearl Jam)
MTV Unplugged — концертний альбом американської рок-групи Pearl Jam. Записаний 16 березня 1992 року для телевізійного шоу MTV Unplugged, він був опублікований 23 жовтня 2020 року. Спочатку платівка вийшла обмеженою кількістю у листопаді 2019 року до Дня магазину звукозапису. Це перший випадок, коли виступ гурту MTV Unplugged вийшов як на вінілі, так і на компакт-диску.

## Запис виступу
Платівка містить сім пісень, які було виконано для телевізійного шоу MTV Unplugged у 1992 році. На той час Pearl Jam знаходились на початку своєї кар'єри. Вони випустили лише один повноформатний альбом Ten, а також з'явилися у фільмі «Одинаки», що знімався на тлі інтересу до сіетлської музичної сцени, що зростав після успіху альбому Nevemind групи Nirvana.
Виступ, у якому група виконала акустичні версії власних композицій, розпочинався досить спокійно. Проте, під час виконання пісні «Porch», яке відбулося в середині концерту (не в кінці, відповідно до порядку пісень в трансляції), вокаліст Едді Веддер перестав стримувати емоції й посеред пісні написав на руці фломастером слова «PRO-CHOICE!!!» Річ у тому, що гурт Pearl Jam разом з іншим гранджовим колективом L7 підтримував рух проти абортів та організував низку благодійних концертів Rock for Choice. 

## Список композицій
Автор слів Едді Веддер. 
| #  | Назва                     | Автор музики    | Тривалість |
| -- | ------------------------- | --------------- | ---------- |
| 1. | «Oceans»                  | Госсард         | 4:01       |
| 2. | «State of Love and Trust» | Маккріді, Амент | 3:44       |
| 3. | «Alive»                   | Госсард         | 5:31       |
| 4. | «Black»                   | Госсард         | 5:31       |
| 5. | «Jeremy»                  | Амент           | 5:20       |
| 6. | «Even Flow»               | Госсард         | 5:23       |
| 7. | «Porch»                   | Веддер          | 6:19       |

## Хіт-паради
| Хіт-парад (2019—2020)                        | Найвища позиція |
| -------------------------------------------- | --------------- |
| Australian Albums (ARIA)                     | 20              |
| Австрія Austrian Albums (Ö3 Austria)         | 55              |
| Бельгія Belgian Albums (Ultratop Flanders)   | 45              |
| Бельгія Belgian Albums (Ultratop Wallonia)   | 120             |
| Нідерланди Dutch Albums (MegaCharts)         | 33              |
| Німеччина German Albums (Offizielle Top 100) | 75              |
| Italian Albums (FIMI)                        | 24              |
| Португалія Portuguese Albums (AFP)           | 4               |
| Швейцарія Swiss Albums (Schweizer Hitparade) | 35              |
| США Billboard 200                            | 47              |